# Serafim Barzakov
Serafim Ivanov Barzakov (bulharsky Серафим Иванов Бързаков), (* 22. července 1975 v Kolarovu, Bulharsko) je bývalý bulharský zápasník volnostylař, stříbrný olympijský medailista z roku 2000.

## Sportovní kariéra
Zápasení se věnoval od 6 let v rodném Samuilovu. Na volný styl se zaměřil po přesunu do Sofie, kde se připravoval pod vedením Georgi Stoičkova a Ivana Conova. V bulharské seniorské reprezentaci se poprvé objevil v roce 1994. V roce 1996 se kvalifikoval na olympijské hry v Atlantě jako mistr Evropy v bantamové váze. Dvě porážky od asijských soupeřů ve druhé a třetím kole ho však předčasně vyřadili z bojů o medaile. Od roku 1998 přestoupil do pérové váhy, kde patřil mezi nejlepší volnostylaře světa. Ve sportovním růstu mu pomohlo angažmá v německé bundeslize a spolupráce s bulharským trenérem Micho Dukovem. V roce 2000 vygradoval formu na olympijských hrách v Sydney postupem do finále. Ve finále se utkal s Muradem Umachanovem z Ruska a první polovinu zápasu měl ve své režii. V druhé polovině mu však došly síly a v poslední minutě vítězství ztratil. Získal stříbrnou olympijskou medaili. V roce 2002 přestoupil po snižení počtu váhových kategorií do lehké váhy. Tato změna do velké míry ovlivnila jeho další sportovní kariéru. V roce 2004 již nepatřil mezi úzké favority na zlato z olympijských her v Athénách. Jeho cestu turnajem zastavil v základní skupině jakutský zápasník Leonid Spiridinov reprezentující Kazachstán. V roce 2008 startoval na svých čtvrtých olympijských hrách v Pekingu. Prohrál ve čtvrtfinále s Gruzíncem Otarem Tušišvilim. Následně ukončil sportovní kariéru. Věnuje se sportovní a funkcionářské práci.

## Výsledky
| Turnaj             | 1994           | 1995           | 1996           | 1997           | 1998        | 1999        | 2000        | 2001        | 2002       | 2003       | 2004       | 2005       | 2006       | 2007       | 2008       |
| Turnaj             | 19             | 20             | 21             | 22             | 23          | 24          | 25          | 26          | 27         | 28         | 29         | 30         | 31         | 32         | 33         |
| Turnaj             | bantamová váha | bantamová váha | bantamová váha | bantamová váha | pérová váha | pérová váha | pérová váha | pérová váha | lehká váha | lehká váha | lehká váha | lehká váha | lehká váha | lehká váha | lehká váha |
| ------------------ | -------------- | -------------- | -------------- | -------------- | ----------- | ----------- | ----------- | ----------- | ---------- | ---------- | ---------- | ---------- | ---------- | ---------- | ---------- |
| Olympijské hry     |                |                | 12.            |                |             |             | 2.          |             |            |            | 8.         |            |            |            | 11.        |
| Mistrovství světa  | 11.            | 15.            |                | 5.             | 1.          | 5.          |             | 1.          | 5.         | 2.         |            | 2.         | 5.         | —          |            |
| Mistrovství Evropy | —              | 2.             | 1.             | 3.             | 1.          | 2.          | 3.          | 1.          | —          | 4.         | —          | 1.         | 3.         | 3.         | 5.         |